# Ábaco Norte
Ábaco Norte (en inglés: North Abaco) es uno de los 32 distritos que componen a la Mancomunidad de Bahamas. Está localizado al sur del archipiélago de las Islas Ábaco.

## Clima
Es muy poco usual que la temperatura supere la marca de los 33 °C en verano. En los meses de invierno las temperaturas en las horas diurnas oscilan entre los 22 y 28 °C, pero pueden bajar, esto sucede muy pocas veces, hasta los 9 °C.